# Ruben Loftus-Cheek
Ruben Ira Loftus-Cheek (Lewisham, Londres, Anglaterra, 23 de gener de 1996), és un futbolista anglès que juga com a migcampista a l'AC Milan de la Serie A. Ha sigut internacional amb la selecció d'Anglaterra.
Format a les categories inferiors del Chelsea FC, va debutar amb el primer equip el 10 de desembre de 2014, en un partit de la Lliga de Campions de la UEFA contra l'Sporting CP a Stamford Bridge. Amb el club londinenc guanyà la Premier League 2016-17. El juliol de 2017 va ser cedit per una temporada al Crystal Palace, també de la Premier League.
Loftus-Cheek ha estat internacional amb la selecció d'Anglaterra, en les categories juvenils i en l'absoluta. Va disputar la Copa del Món de 2018.

## Palmarès
Chelsea FC
- 1 Lliga Europa de la UEFA: 2018-19[4]
- 1 Supercopa d'Europa: 2021[5]
- 1 Premier League: 2016-17[6]

AC Milan
- 1 Supercopa italiana: 2024[7]